# فرزندان آشوب
فرزندان آشوب یا پسران آشوب (به انگلیسی: Sons of Anarchy، به اختصار SOA) یک سریال تلویزیونی آمریکایی به سازندگی کورت ساتر است که از سال ۲۰۰۸ تا ۲۰۱۴ از شبکه اف‌ایکس به‌روی آنتن رفت. داستان سریال پیرامون یک باشگاه موتورسواری یاغی که در شهر خیالی چارمینگ فعالیت می‌کنند می‌چرخد.
اسپین‌آف این سریال، باشگاه موتورسواری مایان‌ها، از سال ۲۰۱۸ تا ۲۰۲۳ از شبکه اف‌ایکس پخش گردیده‌است.

## نگاه کلی
داستان سریال در مورد یک باند موتورسوار در یک شهر خیالی بنام چارمینگ است که در نزدیکی شهر استاکتون، کالیفرنیا قرار دارد. نام این باند «فرزندان آشوب» است و در کار قاچاق اسلحه‌اند. قصه این مجموعه دربارهٔ یک گروه از اوباش و الوات خطرناک و تبهکار آمریکایی است که زندگی خود را صرف کارهای خلاف می‌کنند اما گاهی به صورت انجمن در کارهای خیر نیز شرکت دارند. آن‌ها خرج زندگی خود را نیز از طریق قاچاق اسلحه و یک تعمیرگاه عمومی که در ان به مکانیکی خودروها می‌پردازند به دست می‌آورند. این گروه از مردان و زنانی تشکیل شده که مدام با موتورسیکلت‌های خود از جایی به جای دیگر می‌روند. اداره استودیوی پورن و ایجاد دعوا و دردسر دغدغه و سرگرمی روزمره اکثر این قانون گریزان است.
آنان هر روز با مردم، نیروهای پلیس و کلانتر درگیر می‌شوند و تلاش می‌کنند از طریق زور حرف خود را به کرسی بنشانند. در این شرایط هر کسی که تن به خواسته‌هایشان نمی‌دهد، باید با این باند قدرتمند وارد مجادله شود؛ این باند در این بین نیز طبیعتاً آسیب‌های زیادی را با شرارت طلبی به خود وارد می‌کنند.
در طول این سریال انواع زیادی از روابط انسانی رو مشاهده می‌کنیم که مدام به ما اثبات می‌کند که چگونه نوع روابط ما با دیگران در زندگی خود و اطرافیان ما تأثیر می‌گذارد یا اینکه چگونه خوبی و بدی رفتار ما در ارتباط با دیگران، به خودمان برمی‌گردد.

### فصل یکم (۲۰۰۸)
داستان با نابودی انباری که باشگاه برای ذخیره اسلحه‌ها استفاده می‌کرد، شروع می‌شود. این انبار که منبع اصلی درآمد آن‌هاست توسط باشگاه رقیب آن‌ها به منفجر می‌شود. کمی بعد همسر سابق و باردار جکس اوردوز می‌کند و با عمل جراحی سزارین پسر آن‌ها هابیل ده هفته زودتر به دنیا می‌آید. جکس دفترچه خاطرات پدرش را در یک انبار موقع جست و جو لباس‌های نوزاد قدیمی می‌یابد. جان تلر، پدر جکس، از بنیانگذاران سام‌کرو بود، دفترچه شرح سختی‌ها ی باشگاه و امیدهای که برای آن داشت، بود. مادر جکس، جما تلر-مورو، همسر رئیس کنونی سام‌کرو، کی مورو، است. دوست صمیمی جکس، اوپی، به تازگی از زندان آزاد شده‌است، دلیل زندانی بودنش مربوط به باشگاه بود. جکس در فصل نخست می‌کوشد تا اتفاقاتی که در باشگاه می‌افتد را با آنچه در دفترچه پدرش نوشته شده‌است، وفق دهد، اوپی نیز می‌کوشد تا کم‌تر در کارهای باشگاه درگیر شود و نیروهای پلیس محلی و فدرالی هم در تلاش برای بستن سام‌کرو هستند.

### فصل دوم (۲۰۰۹)
برترپندارهای نژاد سفید با نام اتحادیه میهن‌پرستان آمریکایی وارد شهر چارمینگ می‌شوند. رهبر این اتحادیه، ایتان زوبل و عامل زوبل، ای.جی. وستون، به دنبال بیرون راندن فرزندان آشوب از شهر هستند. برای رساندن پیامشان، زوبل دستور می‌دهد تا جما ربوده شود و دسته‌جعمی به او تجاوز کنند. به خاطر رسیدگی اشتباه به یک موضوع داخلی، مشکل میان جکس و کلی روز به روز به خاطر به چالش کشیدن‌های تصمیمات کلی توسط جکس، بیش‌تر می‌شود تا جایی که یکی از اعضای سام‌کرو به خاطر ماشین بمب‌گذاری شده تا لب مرگ می‌رود. فصل دوم دربارهٔ نبرد سام‌کرو و اتحادیه میهن‌پرستان آمریکایی، انحراف در عقاید جکس و کلی برای آیندهٔ باشگاه و اجتناب کردن از تهدید سازمان مبارزه با اسلحه‌های غیرقانونی می‌باشد.

### فصل سوم (۲۰۱۰)
جما همراه با تیگ در رگو ریور، اورگن در خانه پدری جم، که آلزایمر دارد، پنهان شدند. جما وقتی که پدرش را به خانه سالمندان می‌برد دچار کشمکش می‌شود چون پدرش التماس می‌کند او را به خانه‌اش بازگردانند. جما نادانسته از اینکه نوه‌اش را ربودند به چارمینگ بازمی‌گردد. بازگشت مأمور استال قضیه مرگ دونا را پیچیده می‌کند، استال سعی می‌کند تا پشت سر باشگاه با جکس معامله‌ای کند. خواهر کشیش کلان اشبی، مورین، با درخواست اشبی با جما تماس می‌گیرد و به او می‌گوید که هابیل در بلفاست در امان است. پس از دریافتن ربایش نوه‌اش، جما دچار آریتمی قلب می‌شود. پس ازینکه باشگاه از ایرلند شمالی بازمی‌گردد و هابیل را صحیح و سالم بازمی‌گردانند، مأمور استال، جکس را دور می‌زند و داستان معامله پنهانی را به باشگاه می‌گوید، در صورتی که نمی‌داند که معامله، نقشه جکس و باشگاه از ابتدا بود و می‌دانستند که استال از معامله سر باز می‌زند. جکس، کلی، بابی، تیگ، جویس و هپی به زندان می‌افتند، درحالی که اوپی، چیپز و نوآموزها در حال تعقیب استال هستند. اوپی برای انتقام مرگ همسرش، دونا، استال رو می‌کشد.

### فصل چهارم (۲۰۱۱)
اعضای زندانی سام‌کرو پس از گذراندن حبس چهارده‌ماهه خود از زندان آزاد می‌شوند و با ستون ایلای روزولت از کلانتری سن خوآن، مجری قانون جدید چارمینگ، دیدار می‌کنند. همچنین متوجه می‌شوند که برادر کلانتر هیل، شهردار جدید چارمینگ شده‌است. دادستان لینکلن پاتر به دنبال یاری رورولت برای ساختن یک پرونده علیه سام‌کرو است.

### فصل پنجم (۲۰۱۲)
برای انتقام‌گیری مرگ دوست‌دختر لاروی که دختر سردسته خلافکاران شهر اوکلند، دیمون پوپ، است، ناینرها به سام‌کرو حمله می‌کنند و برای محموله آن‌کمین می‌گذارند. با مرگ پاینی وینستون و رشد درگیری بین سام‌کرو و ناینرها و همچنین چندین حمله به خانه افراد نزدیک به باشگاه، برای رویارویی به خطری که باشگاه تا به‌حال تجربه نکرده، جکس مجبور به دیدار با دیمون پوپ می‌شود.

### فصل ششم (۲۰۱۳)
پس از دستگیری تارا و کلی، جکس می‌کوشد تا سام‌کرو را در کنار یکدیگر نگه دارد. توریک با پیشنهاد معامله در قبال لو دادن سام۹کرو به سراغ تارا و کلی می‌رود که در ابتدا هر دو آن را رد می‌کنند، ولی بعداً کلی پس ازینکه او را داخل زندان عمومی قرار دادند و اطمینان از کشته شدنش توس مزدورهای دیمون پوپ، کم‌کم نرم می‌شود. جویس پس از کمک به جابه‌جایی بابی، که از نائب‌رئیسی استعفا داده بود، به چارمینگ بازمی‌گردد که باعث عصبانیت چیبز می‌شود چون باور دارد که جویس به اندازه کافی برای صحبت با پلیس تنبیه نشده‌است و در نهایت او را کتک می‌زند. با مرگ کلی، داستان عشقی جما و نیرو قوی‌تر می‌شود. تارا به قتل می‌رسد و اوضاع باشگاه به کل تغییر می‌کند.

### فصل هفتم (۲۰۱۴)
جکس در کشمکش از دست داده‌هایش است و خود را به مقامات تحویل می‌دهد. وقتی در زندان است، تصمیمات افزاطی برای باشگاه می‌گیرد که باشگاه را در مسیر گرفتن انتقام همسرش هدایت می‌کند. پس از کشته شدن بابی در جنگ متعاقب، تنفر و نزاعی که توسط جما و جویس درست شده، افروخته می‌شود. جما و جویس در حال فرار از دست باشگاه هستند. پس ازینکه جکس حقیقت را می‌فهمد، می‌کوشد تا اوضاع را درست کند. سریال با قربانی کردن نهایی جکس برای تکمیل داستانش در سام‌کرو و به سرانجام رساندن رؤیای پدرش به پایان می‌رسد.

## بازیگران

### بازیگران اصلی
- چارلی هونام در نقش جکسون «جکس» تلر؛ نایب رئیس سام‌کرو
- کیتی سیگال در نقش جما تلر مارو؛ مادر جکس و همسر کلی
- مارک بون جونیور در نقش رابرت «بابی الویس» مانسون؛ عضو قدیمی سام‌کرو
- کیم کوتس در نقش الکساندر «تیگ» تریگر؛ عضو سام‌کرو
- تامی فلاناگان در نقش فیلیپ «چیپز» تلفورد؛ عضو سام‌کرو
- جانی لویس در نقش کیپ «هف-سک» اپس (فصل۱–۲)؛ نوآموز در سام‌کرو
- مگی سیف در نقش دکتر تارا نولز (فصل۱–۶)؛ عشق نوجوانی جکس
- ران پرلمن در نقش کلارنس «کلی» مارو (فصل۱–۶)؛ رئیس سام‌کرو و ناپدری جکس
- رایان هرست در نقش هری «اوپی» وینستون (فصل۲–۵؛ فصل۱ فرعی)؛ عضو سام‌کرو، دوست صمیمی جکس
- ویلیام لاکینگ در نقش پیرمونت «پاینی» وینستون (فصل۲–۴؛ فصل۱ فرعی)؛ عضو قدیمی سام‌کرو و پدر اوپی
- تئو روسی در نقش خوان کارلوس «جویس» اورتیز (فصل۲–۷؛ فصل۱ فرعی)؛ عضو سام‌کرو
- دیتون کالی در نقش وین آنسر (فصل۳–۷؛ فصل۱–۲ فرعی)؛ کلانتر چارمینگ که با سام‌کرو همکاری می‌کند.
- جیمی اسمیتس در نقش نیرون «نیرو» پادیلا (فصل۶–۷؛ فصل ۵ فرعی)؛ همکار سام‌کرو
- دریا د ماتیو در نقش وندی کیس (فصل۷؛ فصل ۱و ۵–۶ فرعی؛ فصل ۴ مهمان)؛ همسر سابق جکس
- دیوید لابراوا در نقش هپی لومن (فصل۷؛ فصل ۱–۶ فرعی)؛ عضو سام‌کرو
- نیکو نیکوترا در نقش جرج «رت بوی» اسکوگستورم (فصل۷؛ فصل ۴–۶ فرعی)؛ عضو سام‌کرو

### بازیگران فرعی
- امیلیو ریورا در نقش مارکوس آلوارز؛ رئیس مایان‌ها
- توری کیتلز در نقش لروی وین؛ رئیس ناینرها
- تیلور شریدان در نقش دیوید هیل؛ معاون کلانتر چارمینگ
- جیمی مکشین در نقش کامرون هیس؛ عضو ارتش جمهوری‌خواه ایرلند و رابط اسلحه سام‌کرو
- دندری تیلور در نقش لوآن دلینی؛ مالک کاراکارا و همسر اوتو، عضو سام‌کرو
- گلن پلامر در نقش ویک ترامل؛ معاون کلانتر سن خوآن که با سام‌کرو همکاری می‌کند.
- جولی آریولا در نقش مری وینستون؛ همسر پاینی و مادر اوپی
- تارین منینگ در نقش ریتا «چری» زمبل؛ دختری که در باشگاه وقت می‌گذراند و عاشق هف سک می‌شود.
- اسپریگ گریدن در نقش دونا وینستون؛ همسر اوپی
- جی کارنز در نقش جاشوآ کوهن؛ مأمور اف.بی. آی و دوست پسر سابق تارا
- کی‌یر او دانل ذر نقش لوول هارلند؛ مکانیک معتاد در مکانیکی تلر-مورو
- الی وکر در نقش جون استال؛ مأمور مبارزه با قاچاق اسلحه
- جف وینکات در نقش جیمی کاکوزا؛ رئیس مافیای ایتالیایی
- میچ پیلگی در نقش ارنست داربی؛ رئیس نوردها، ساقی مواد
- مایکل ماریس اورنستاین در نقش چاکی مارستین؛ حسابداری که بعدها در مکانیکی مشغول می‌شود.
- آدام آرکین در نقش ایثان زوبل؛ رئیس اتحادیه میهن‌پرستان آریایی
- کنت چوی در نقش هنری لین؛ رئیس سه‌سالاری لین، گروه قاچاقچی مواد
- کورت ساتر در نقش اوتو «اوتوی بزرگ» دلینی؛ عضو سام‌کرو که در زندان است.
- پاتریک سنت اسپری در نقش الیوت اسوالد؛ تاجر محلی در چارمینگ
- مارکوس د لا کروز در نقش استوز؛ همکار استال
- وینتر آوه زولی در نقش لایلا وینستون؛ همسر دوم اوپی که یک بازیگر فیلم‌های بزرگسال است.
- مکنالی سیگال در نقش مارگارت مورفی؛ رئیس بخش بیمارستان سنت توماس
- کریستن رنتون در نقش ایما؛ بازیگر کاراکارا
- کنی جانسون در نقش هرمن کوزیک؛ عضو بخش تاکوما فرزندان
- تایتوس ولیور در نقش جیمی اوفلان؛ یکی از رئیس‌های ارتش جمهوری‌خواه ایرلند
- بلینا لوگن در نقش فیونا لارکین؛ همسر سابق چیبز
- هنری رالینز در نقش ای.جی. وستون؛ عضو اتحادیه میهن‌پرستان آریایی
- کالارد هریس در نقش ادموند هیس؛ پسر کامرون
- سارا جونز در نقش پولی زوبل؛ دختر زوبل
- جف کوبر در نقش جیکوب هیل جونیور؛ برادر بزرگ‌تر هیل و سیاستمدار محلی
- راکموند دونبار در نفش ایلا روزولت؛ رئیس پلیس چارمینگ
- کریستوفر داگلاس رید در نقش فیلیپ «فیل کثیف» راسل؛ نوآموز سام‌کرو
- رابیت ویگرت در نقش الی لوون؛ وکیل سام‌کرو
- مایکل بیچ در نقش تادریوس اورول کراس؛ رئیس باشگاه موتورسواری حرامزادگان عبوس
- هال هالبروک در نقش نیت مدوک؛ پدر جما
- خوزه پابلو کانتیلو در نقش هکتور سالازار؛ رئیس باشگاه موتورسواری کالاوراس
- پائولا مالکومسان در نقش مائورین اشبی؛ خواهر کلن اشبی و همسر دوم جان تلر
- جیمز کازمو در نقش کشیش کلن اشبی؛ مشاور ارتش جمهوری‌خواه ایرلند
- زویی بویل در نقش ترینیتی اشبی؛ خواهر ناتنی جکس
- اندرو مکفی در نقش کیث مکگی؛ رئیس بخش بلفاست فرزندان آشوب، سام‌بل
- آری وروین در نقش لیام اونیل؛ نایب رئیس سام‌بل
- پاملا ج. گری در نقش امی تایلر؛ مأمور مبارزه با قاچاق اسلحه
- مارسلو ددفورد در نقش لندر جکسون؛ نایب رئیس حرامزادگان عبوس
- جوئل توبک در نقش دانی؛ عضو ارتش جمهوری‌خواه ایرلند
- دارین هیمس در نقش شیموس رایان؛ عضو سام‌بل
- کیوریانکا کیلچر در نقش کریان لارکین-تلفورد؛ دختر چیبز
- مونیک گابریلا کرنن در نقش آمیلیا دومینگز؛ پرستار پدر جما
- مایکل فیرمن در نقش لامپی فلداستاین؛ مالک یک باشگاه بوکس در چارمینگ
- باب مککراکن در نقش برندان رورک؛ عضو شورای ارتش جمهوری‌خواه ایرلند
- فرانک پاتر در نقش اریک مایلز؛ نوآموز در سام‌کرو
- والتر وانگ در نقش کریس وون لین؛ نوآموز در سام‌کرو
- تیموتی وی. مورفی در نقش گیلن اوشی؛ یک رهبر در ارتش جمهوری‌خواه ایرلند
- مارلی دندریج در نقش ریتا روزولت؛ همسر ایلای
- بنیتو مارتینز در نقش لوییز تورس؛ عضو کارتل گالیندو
- دیوید ریس سنل در نقش گرد نیکولاس؛ مأمور مبارزه با قاچاق اسلحه
- بیلی براون در نقش آگوست مارکز؛ قاچاقچی مواد در اوکلند و همکار دیمون پوپ
- رینالدو گالگوس در نقش فیاسکو؛ زیردست نیرو
- هارولد پرینو در نقش دیمون پوپ؛ رئیس مافیای اوکلند
- چاک زیتو در نقش فرانکی دایموندز؛ عضو سام‌کرو
- کریس براونینگ در نقش گو گو؛ عوض فرزندان آشوب کوچرو
- کورت یائگر در نقش گرگ د پگ؛ عوض فرزندان آشوب کوچرو
- واندا د خسوس در نقش کارلا؛ خواهر ناتنی نیرو
- والتون گاگینز در نقش ونوس ون دم؛ فاحشه دوجنسه که با سام‌کرو همکاری می‌کند.
- لامونیکا گرت در نقش معاون کلانتر کین
- راستی کونز در نقش رین کویین؛ عضو سام‌کرو
- کیم دیکنز در نقش کولت جین؛ مالک یک همدم آوری
- داگلاس بنت در نقش اورلین وست؛ عضو بخش رنو فرزندان آشوب
- جیکوب وارگاس در نقش الساندرو «دومینگو» مونتز؛ عضو بخش رنو فرزندان آشوب
- اسکات اندرسون در نقش کانر مالونه؛ عضو ارتش جمهوری‌خواه ایرلند
- استیو هاوی در نقش هاپر؛ عضو بخش رنو فرزندان آشوب
- مایکل شیموس وایلز در نقش جوری وایت؛ در ابتدا رئیس باشگاه موتورسواری قبیله شیطان، سپس عضو فرزندان آشوب
- ماریا دلور در نقش کندی اگلی؛ مأمور پلیس چارمینگ
- مو مکرائه در نقش تایلر یوست؛ رئیس جدید ناینرها
- هیلی مکفارلند در نقش بروک پاتنر؛ مادرش همراه پدر جکس در تصادف کشته شد.
- مریلین منسون در نقش ران تالی؛ رئیس آریایی‌های زندان
- مالکوم جمال وارنر در نقش استیکی؛ نایب رئیس حرامزادگان عبوس
- ایوو ناندی در نقش اسکار «ال اوسو» راموس؛ رئیس بخش استاکتون مایان‌ها
- ران یوآن در نقش ریو تام؛ عضو سه‌سالاری لین
- برد کارتر در نقش لیلاند گروئن؛ عضو برادری آریایی
- ایپریل گریس در نقش لوتریشیا هادم؛ مادر گرنت مککویین
- آرجای اسمیث در نقش گرنت مککویین؛ پسرخوانده کشیشی که مدیون دیمون پوپ است.
- متیو سنت پاتریک در نقش مؤسس کارترایت؛ بزنبهادر آگوست مارکز
- کورتنی لاو در نقش خانم هریسون؛ معلم هابیل
- تونی کارن در نقش گینز؛ عضو بخش ایندین هیل فرزندان آشوب
- دنی ترخو در نقش رومرو پرادا؛ عضو کارتل گالیندو
- آنابت گیش در نقش آلثیا جری؛ ستوان پلیس چارمینگ
- تام اورت اسکات در نقش روسن؛ وکیل سام‌کرو
- برایان وان هالت در نقش کایل هوباری؛ عضو سابق سام‌کرو
- استیون کینگ در نقش باخمن؛ تمیز کننده
- سانی بارگر در نقش لنی جانوویتز؛ عضو زندانی سام‌کرو
- ری مککینون در نقش لینکل پاتر؛ دادستان آمریکا
- ماریان ژان-بتیست در نقش ویویکا؛ رئیس دزدها
- دیوید هسلهاف در نقش دوندو؛ تهیه‌کننده فیلم بزرگسال
- دانل لوگ در نقش لی توریک؛ مارشال بازنشسته آمریکا
- سی.سی.اچ. پاوندر در نقش تاین پترسون؛ دادستان بخش سن خوآن
- پیتر ولر در نقش چارلز باروسکی؛ پلیس بازنشسته فاسد استاکتون
- رابرت پاتریک در نقش لس پکر؛ رئیس بخش سن برناردینوی فرزندان آشوب
- مایکل چکلیس در نقش میلو؛ راننده کامیون

## تولید

### دست‌اندرکاران
کورت ساتر سازنده این سریال بود. علاوه براین ساتر شورانر، نویسنده اصلی و کارگردان ثابت این سریال بود؛ وی قسمت‌های پایانی هر فصل را کارگردانی کرده‌است. ساتر پیش از این به عنوان مدیر تولید سریال شیلد در شبکه اف‌ایکس کار کرده بود. دیگر مدیران تولید سریال فرزندان آشوب آرت لینسون و پسرش جان لینسون بودند؛ جیمز دی. پاریوت فقط در فصل نخست مدیر تولید و نویسنده بود.
پاریس بارکلی پس از کارگردانی چند قسمت در فصل یکم و دوم؛ در فصل چهارم به عنوان مدیر تولید اضافه شد. بارکلی علاوه بر مدیریت تولید در فصل‌های چهارم، پنجم و ششم؛ در هر فصل سه قسمت، از جمله قسمت آغازین فصل چهار و پنج را کارگردانی کرد. این دو قسمت آغازین، بالاترین امتیازات را در تاریخ شبکه اف‌ایکس دارا هستند.
جک لوگایدیس به عنوان مشاور تولید و نویسنده ثابت مشغول بود. او در فصل دوم مدیر تولید مشترک شد ولی پس از آن برای کار روی سریال مردگان متحرک از سریال جدا شد.
دیو اریکسون نیز در فصل یک و دو به عنوان مشاور تولید مشغول بود؛ سپس در فصل سوم، مدیر تولید مشترک شد. دیگر نویسندگان ثابت سریال شامل کریس کالینز و رجینا کورادو به ترتیب تهیه‌کننده ناظر و تهیه‌کننده مشترک بودند. شاون راترفورد در فصل شش و هفت به عنوان مشاور تولید به سریال اضافه شد.
استیون کی، گویینیث هوردر-پایتون، گای فرلاند و بیلی گیرهارت که در سریال شیلد با ساتر سابقه همکاری داشتند؛ نیز به سریال پیوستند.

### فیلم‌برداری
با وجود اینکه محل فرزندان آشوب در دره مرکزی شمال کالیفرنیا بود؛ سریال عمدتاً در استدیوهای نورث هالیود فیلم‌برداری شد. صحنه‌های مربوط به بلفاست نیز اکثراً در همین استودیوها گرفته شد. یک گروه دوم فیلم‌برداری نیز برای گرفتن تصاویر به بلفاست رفتند.

## فهرست قسمت‌ها
| فصل | قسمت‌ها | قسمت‌ها | تاریخ اصلی روی آنتن رفتن | تاریخ اصلی روی آنتن رفتن | بینندگان (میلیون) |
| فصل | قسمت‌ها | قسمت‌ها | اولین بار                | آخرین بار                | بینندگان (میلیون) |
| --- | ------ | ------ | ------------------------ | ------------------------ | ----------------- |
| ۱   | ۱۳     | ۱۳     | ۳ سپتامبر ۲۰۰۸           | ۲۶ نوامبر ۲۰۰۸           | ۲٫۲۱              |
| ۲   | ۱۳     | ۱۳     | ۸ سپتامبر ۲۰۰۹           | ۱ دسامبر ۲۰۰۹            | ۳٫۶۷              |
| ۳   | ۱۳     | ۱۳     | ۷ سپتامبر ۲۰۱۰           | ۳۰ نوامبر ۲۰۱۰           | ۳٫۲۲              |
| ۴   | ۱۴     | ۱۴     | ۶ سپتامبر ۲۰۱۱           | ۶ دسامبر ۲۰۱۱            | ۵٫۴۵              |
| ۵   | ۱۳     | ۱۳     | ۱۱ سپتامبر ۲۰۱۲          | ۴ دسامبر ۲۰۱۲            | ۴٫۳۷              |
| ۶   | ۱۳     | ۱۳     | ۱۰ سپتامبر ۲۰۱۳          | ۱۰ دسامبر ۲۰۱۳           | ۷٫۴۸              |
| ۷   | ۱۳     | ۱۳     | ۹ سپتامبر ۲۰۱۴           | ۹ دسامبر ۲۰۱۴            | ۴٫۶۰              |

## بازخورد

### منتقدین
سریال فرزندان آشوب در زمان پخشش، نقدهای بسیارمسائدی از جمله نقش‌آفرینی کیتی سیگال، دریافت کرد. در بازبینی جمعی سایت متاکریتیک، فصل نخست سریال امتیاز ۶۸ از ۱۰۰، فصل دوم ۸۶ از ۱۰۰، فصل سوم ۸۴ از ۱۰۰، فصل چهارم ۸۱ از ۱۰۰، فصل پنجم ۷۲ از ۱۰۰، فصل ششم ۷۴ از ۱۰۰ و فصل پایانی امتیاز ۶۸ از ۱۰۰ را کسب کردند.
متیو گیلبرت پس از فصل نخست‌گفت سریال دارای پتانسیل واقعی است.
این سریال را یکی از خشن‌ترین سریال‌های تلویزیونی آمریکا در سال‌های اخیر دانسته‌اند.
برخی منتقدین این سریال را یک الگوبرداری از روی فیلم‌های پدرخوانده دانسته‌اند.
مجله تایم در سال ۲۰۰۹ این سریال را در زمره ۱۰ سریال برتر تلویزیونی آمریکا در آن سال قرار داد.

### جوایز
| سال  | جایزه                                           | بخش                                                                | دریافت‌کننده                                                                          | نتیجه | منبع   |
| ---- | ----------------------------------------------- | ------------------------------------------------------------------ | ------------------------------------------------------------------------------------ | ----- | ------ |
| ۲۰۰۹ | جایزه امی هنرهای خلاق                           | موسیقی اصلی ابتکاری برجسته                                         | بابی تیل جونیور، دیو کاشنر، کورتیس استیگرز، کورت ساتر                                | نامزد | [ ۱۷ ] |
| ۲۰۱۰ | جوایز تی‌سی‌ای                                    | دستاورد برجسته در درام                                             | فرزندان آشوب                                                                         | نامزد | [ ۱۸ ] |
| ۲۰۱۰ | جوایز تی‌سی‌ای                                    | دستاورد فردی در درام                                               | کیتی سیگال                                                                           | نامزد | [ ۱۸ ] |
| ۲۰۱۰ | جایزه ستلایت                                    | بهترین بازیگر زن - سریال تلویزیونی (درام)                          | کیتی سیگال                                                                           | نامزد | [ ۱۹ ] |
| ۲۰۱۱ | جایزه ستلایت                                    | بهترین بازیگر فرعی در سریال، سریال کوتاه یا فیلم تلویزیونی         | رایان هرست                                                                           | پیروز | [ ۲۰ ] |
| ۲۰۱۱ | جوایز گولدن گلوب                                | بهترین بازیگر زن - سریال تلویزیونی (درام)                          | کیتی سیگال                                                                           | پیروز | [ ۲۱ ] |
| ۲۰۱۱ | جوایز اتحادیه فیلم آنلاین و تلویزیون            | بهترین بازیگر زن - سریال درام                                      | کیتی سیگال                                                                           | پیروز | [ ۲۲ ] |
| ۲۰۱۳ | انجمن آهنگسازان، پدیدآوران و ناشران آمریکا      | برترین سریال تلوزیونی                                              | بابی تیل جونیور، دیو کاشنر، کورتیس استیگرز، کورت ساتر                                | پیروز | [ ۲۳ ] |
| ۲۰۱۴ | جوایز حلقه طلایی                                | بهترین ویرایش صدا- جلوه‌های صدای بلند و پژواک در تلویزیون           | اریک گان، باب کاستانزا، مایک دیکنسون، بیلی بی. بل، تیم چیلتون، جیل شاچنه، کوین ملتچر | پیروز | [ ۲۴ ] |
| ۲۰۱۴ | جایزه امی هنرهای خلاق                           | موسیقی و متن موسیقی اصیل برجسته                                    | بابی تیل جونیور، نوا گاندرسون، کورت ساتر                                             | نامزد | [ ۲۵ ] |
| ۲۰۱۴ | جوایز موسیقی در رسانه هالیوود                   | نظارت موسیقایی برجسته - تلویزیون                                   | میشل سیلورمن، باب تیلی جونیور                                                        | پیروز | [ ۲۶ ] |
| ۲۰۱۵ | جایزه تلویزیونی به انتخاب منتقدان               | بهترین بازیگر مرد در سریال درام                                    | چارلی هونام                                                                          | نامزد | [ ۲۷ ] |
| ۲۰۱۵ | جایزه تلویزیونی به انتخاب منتقدان               | بهترین بازیگر مهمان در سریال درام                                  | والتون گوگینز                                                                        | نامزد | [ ۲۷ ] |
| ۲۰۱۵ | جوایز صنف هنرمند چهره‌پرداز و آرایشگر مو هالیوود | بهترین گریم معاصر - سریال‌های تلویزیون و رسانه‌های نوین              | تریسی اندرسون، میشل گاربین، ساباین رولر                                              | پیروز | [ ۲۸ ] |
| ۲۰۱۵ | جوایز صنف هنرمند چهره‌پرداز و آرایشگر مو هالیوود | بهترین جلوه‌های ویژه گریم - سریال‌های تلویزیون و رسانه‌های نوین       | تریسی اندرسون، کارلتون کولمن، مارجی کاکلامانوس                                       | نامزد | [ ۲۸ ] |
| ۲۰۱۵ | جایزه امی هنرهای خلاق                           | موسیقی و متن موسیقی اصیل برجسته                                    | بابی تیل جونیور، کورت ساتر، وایت بوفالو                                              | نامزد | [ ۲۹ ] |
| ۲۰۱۵ | جایزه امی هنرهای خلاق                           | هماهنگی شاهکار برجسته برای سریال درام، سریال کوتاه یا فیلم سینمایی | اریک نوریس                                                                           | نامزد | [ ۲۹ ] |
| ۲۰۱۵ | جایزه امی هنرهای خلاق                           | گریم برجسته برای سریال تک‌دوربینه                                   | تریسی اندرسون، میشل گاربین، ساباین رولر، تامی لین                                    | نامزد | [ ۲۹ ] |

## نمایش و دوبله
این سریال از اردیبهشت ۱۳۹۳ از شبکهٔ فارسی وان با نام مردان هرج‌ومرج دوبله و پخش شد.